# Lagarde (Gers)
 Lagarde  (en occitano Lagarda) es una población y comuna francesa, ubicada en la región de Mediodía-Pirineos, departamento de Gers, en el distrito de Condom y cantón de Lectoure.

## Demografía
| 223 | 200 | 141 | 148 | 165 | 132 |
| Para los censos de 1962 a 1999 la población legal corresponde a la población sin duplicidades (Fuente: INSEE [Consultar]) |     |     |     |     |     |